# UGM-133 Trident II
O UGM-133 Trident II ou Trident D5 é um míssil balístico nuclear intercontinental norte-americano de longo alcance construído pela Lockheed Martin. Desenvolvido na década de 1970 conjuntamente pela Marinha Real Britânica e pela Marinha dos EUA. Foi projectado para substituir os mísseis Trident I e Poseidon. Após adquirir os mísseis Trident II a Inglaterra abandonou seu programa autônomo de desenvolvimento de mísseis balísticos lançados por submarinos. Ele foi colocado em serviço pela primeira vez em março de 1990.
UGM-133 Trident II é considerado uma das maiores armas de destruição em massa,  com quase 3 mega toneladas e meia de força destrutiva, 250 vezes a força da explosão de Hiroshima. 
Enquanto viaja para seu alvo, a cabeça do míssil se divide em 8 ogivas , essas ogivas são auto-guiadas, e não dependem de satélites.

## Submarinos atualmente armados com mísseis Trident II
Marinha dos Estados Unidos
- Henry M. Jackson (SSBN-730)
- Alabama (SSBN-731)
- Alaska (SSBN-732)
- Nevada (SSBN-733)
- Tennessee (SSBN-734)
- Pennsylvania (SSBN-735)
- West Virginia (SSBN-736)
- Kentucky (SSBN-737)
- Maryland (SSBN-738)
- Nebraska (SSBN-739)
- Rhode Island (SSBN-740)
- Maine (SSBN-741)
- Wyoming (SSBN-742)
- Louisiana (SSBN-743)

 Marinha Real Britânica
- Vanguard
- Victorious
- Vigilant
- Vengeance